# Göttingeni hetek

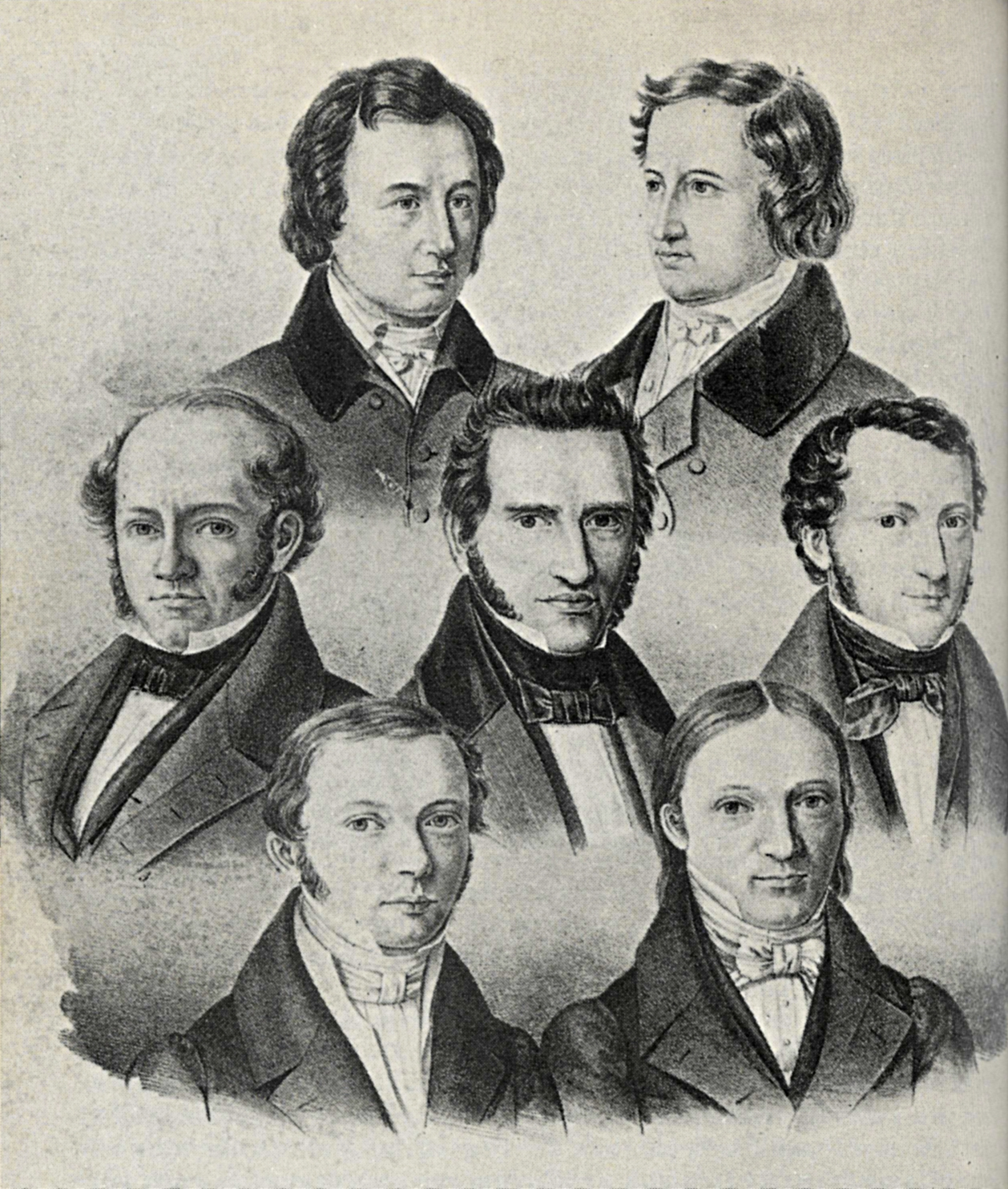
A göttingeni hetek: (1) Wilhelm Grimm (2) Jacob Grimm (3) Wilhelm Eduard Albrecht (4) Friedrich Christoph Dahlmann (5) Georg Gottfried Gervinus (6) Wilhelm Eduard Weber (7) Heinrich Georg August Ewald

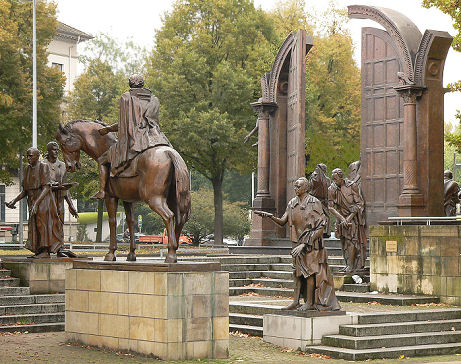
A göttingeni hetek bronzszobra Hannoverben

A göttingeni hetek néven ismert a göttingeni professzorok egy csoportja, akik 1837-ben protestáltak a Hannoveri Királyság alkotmányának érvénytelenítése ellen, ezért elbocsátották őket; többüket az országból is kiutasították.

## A csoport tagjai
A Göttingeni Egyetem professzorai:
- Wilhelm Eduard Albrecht, államjogász
- Friedrich Christoph Dahlmann, történész
- Heinrich Ewald, orientalista
- Georg Gottfried Gervinus, irodalomtörténész
- Jacob Grimm, nyelvész
- Wilhelm Grimm, nyelvész
- Wilhelm Eduard Weber, fizikus

## Története
Hosszadalmas tárgyalások után 1833-ban hatályba lépett a Hannoveri Királyság alkotmánya. A megalkotásában közreműködött a történész és államjogász Christoph Friedrich Dahlmann, aki a Göttingeni Egyetem képviseletében az alkotmányozó gyűlés második kamarájának tagja volt. Hannover ezzel bekerült a Német Szövetség viszonylag liberális alkotmányos országai közé. IV. Vilmos brit és hannoveri király 1837. június 20-án bekövetkezett halála után véget ért a 123 évig fennálló perszonálunió a két állam között. Az új hannoveri uralkodó Vilmos testvére, I. Ernő Ágost hannoveri király lett.
Az uralkodó közvetlenül beiktatása után, 1837. július 5-én kinyilatkoztatta, hogy nem köti az alkotmány, amely beleegyezése nélkül jött létre és a módosítására törekszik. November 1-jén hatályon kívül helyezte a viszonylagos szabadságot biztosító alaptörvényt, amelyet előde négy évvel korábban ismert el.
Dahlmann megpróbálta az egész egyetemet szembefordítani az állammal, és egy protestációt fogalmazott meg. Először az egyetem szenátusát próbálta rábírni a királlyal szembeni ellenállásra, de az igyekezete kudarcot vallott 41 kollégája kívánságára, akik az egyetem százéves évfordulója alkalmából tartott ünnepségek alatt mindenféle konfliktust igyekeztek elkerülni. Csupán hat professzor akadt, aki kész volt a dokumentum aláírására: Wilhelm Eduard Albrecht jogász, Georg Heinrich August Ewald teológus és orientalista, Georg Gottfried Gervinus történész, Jacob és Wilhelm Grimm nyelvészek és Wilhelm Weber fizikus. A dokumentum nyilvánosságra hozatala után a diákok napokon belül több száz másolatot készítettek és szétküldték egész Németországba. November 18-án a göttingeni hetek hivatalosan is benyújtották a protestációt.
A király, hogy megőrizze tekintélyét, erélyesen lépett fel: december 4-én a hét professzort az egyetemi bíróság elé állították és december 14-én megfosztották őket a hivataluktól. Dahlmannak, Gervinusnak és Jacob Grimmnek a dokumentum terjesztése miatt az országot is el kellett hagynia három napon belül. Őket 1840-ben a porosz IV. Frigyes Vilmos fogadta be országába. A lakosság együttérzett a kiutasítottakkal és adományokból pótolták a fizetésüket.

### A mozgalom hatása
A mozgalom közvetlen hatása korlátozott volt, a városlakók nem vettek részt benne, a liberális polgárság egy része által óhajtott felkelés nem tört ki. A sajtóvisszhang és a felháborodás azonban egész Németországban és Európában hatalmas volt. Az a tény azonban, hogy a hetek az alkotmányra tett esküjüket előbbre helyezték az uralkodójuk iránti hűségnél, és ezért vállalták a személyüket érintő hátrányokat, nagymértékben hozzájárult a német alkotmányosság kifejlődéséhez, és az 1848-as forradalom egyik előszele volt.
A város és az egyetem számára a protestáció hátrányos következményekkel járt, mivel az intézmény megítélése romlott. Egyre nehezebbé vált megfelelő tanárokat hívni Göttingenbe, ezért a diákok más egyetemeket részesítettek előnyben. A mélypont az 1847/48-as szemeszterben következett be, amikor a beiratkozott diákok száma 582-re csökkent.

## Emlékezete
Hannoverben, az alsó-szászországi parlament közvetlen közelében, a róluk elnevezett téren található a göttingeni hetek bronzból készült emlékműve, az olasz Floriano Bodini (1933–2005) munkája. Göttingenben az egyetem központi campusa szintén a göttingeni hetek nevét viseli.

## Fordítás
Ez a szócikk részben vagy egészben a Göttinger Sieben című német Wikipédia-szócikk ezen változatának fordításán alapul.  Az eredeti cikk szerkesztőit annak laptörténete sorolja fel. Ez a jelzés csupán a megfogalmazás eredetét és a szerzői jogokat jelzi, nem szolgál a cikkben szereplő információk forrásmegjelöléseként.

## A német cikk forrásai
- Ulrich Hunger: Die Georgia Augusta als hannoversche Landesuniversität. Von ihrer Gründung bis zum Ende des Königreichs. In: Ernst Böhme, Rudolf Vierhaus (Hrsg.): Vom Dreißigjährigen Krieg bis zum Anschluß an Preußen - Der Wiederaufstieg als Universitätsstadt (1648–1866). Vandenhoeck und Ruprecht, Göttingen 2002, ISBN 3-525-36197-1, S. 197ff. (Göttingen. Geschichte einer Universitätsstadt. Band 2).
- Jörg H. Lampe: Politische Entwicklungen in Göttingen vom Beginn des 19. Jahrhunderts bis zum Vormärz. In: Ernst Böhme, Rudolf Vierhaus (Hrsg.): Vom Dreißigjährigen Krieg bis zum Anschluß an Preußen - Der Wiederaufstieg als Universitätsstadt (1648–1866). Vandenhoeck und Ruprecht, Göttingen 2002, ISBN 3-525-36197-1, S. 45–137, speziell 91ff. (Göttingen. Geschichte einer Universitätsstadt. Band 2).
- Miriam Saage-Maaß: Die Göttinger Sieben - demokratische Vorkämpfer oder nationale Helden?. V&R unipress, Göttingen 2007, ISBN 978-3-89971-368-8

## Külső hivatkozások
- A göttingeni hetek hannoveri emlékművéről készült panorámafotó